# Penthimia fuscomaculosa
Penthimia fuscomaculosa är en insektsart som beskrevs av Kae Kyoung Kwon och Lee 1978. Penthimia fuscomaculosa ingår i släktet Penthimia och familjen dvärgstritar. Inga underarter finns listade i Catalogue of Life.